# North Horsham
North Horsham – gmina (civil parish) w Anglii, w hrabstwie West Sussex, obejmująca północne części miasta Horsham. Leży 44 km na północny wschód od miasta Chichester i 49 km na południe od Londynu. W 2001 miejscowość liczyła 21 348 mieszkańców.